# Чайка-менеджмент
Чайка-менеджмент (от англ. Seagull management) — стиль управления, при котором менеджер, внезапно «налетев» на объект, поднимает много шума, а затем также внезапно «улетает», оставив после себя полный беспорядок, с которым должны разбираться другие. Для данного стиля управления характерно принятие руководителем поспешных решений касательно вопросов, в которых он недостаточно хорошо осведомлён и компетентен. Термин стал популярен благодаря шутке из книги Кена Бланшера 1985 года «Лидерство и одноминутный менеджер»: «Менеджеры-чайки прилетают, создают много шума, гадят на всех и улетают».
Подобный стиль управления может быть свойственен руководителям без достаточного опыта, не прошедшим обучения, недавно назначенным. 